# Ivan Quaresma da Silva
Ivan Quaresma da Silva (Rio das Pedras, 2 de julho de 1997) é um futebolista brasileiro que atua como goleiro. Atualmente joga no Internacional.

## Carreira

### Ponte Preta
Nascido em Rio das Pedras, São Paulo, Ivan ingressou nas categorias de base da Ponte Preta em 2013, vindo do rival Guarani. O jogador estreou como profissional no dia 11 de dezembro de 2016, saindo do banco de reservas e substituindo Aranha durante uma derrota em casa por 2–0 para o Coritiba.
Seu primeiro jogo como titular foi em 17 de janeiro de 2018, pelo Campeonato Paulista, quando a Ponte venceu o então campeão brasileiro Corinthians por 1–0 no Pacaembu. Na ocasião, Ivan defendeu um pênalti batido por Jadson e garantiu a vitória da alvinegra de Campinas.
Promovido ao plantel principal antes da temporada de 2017, o goleiro foi a terceira escolha para a meta alvinegra, atrás de nomes como Aranha e João Carlos, e ainda viu sua equipe ser rebaixada no Campeonato Brasileiro. Para a temporada de 2018, Ivan assumiu a titularidade e conquistou o Campeonato Paulista do Interior. Em seguida, por conta das boas atuações, teve seu contrato renovado no dia 4 de abril, assinando um novo vínculo válido até dezembro de 2023.
Em 28 de janeiro de 2022, sua rescisão de contrato foi publicada e, assim, o goleiro deixou de ser atleta da Ponte Preta.

### Corinthians
Em 31 de janeiro de 2022, foi registrado no BID como jogador do Corinthians com contrato definitivo. No mesmo dia, foi anunciado oficialmente com um contrato até o fim de 2024. Foi apresentado pelo clube paulista no dia 4 de fevereiro, declarando ter paciência para esperar uma chance e respeitando a condição de ídolo do titular Cássio. O goleiro estreou com a camisa do Corinthians no dia 20 de abril, no empate de 1–1 contra a Portuguesa-RJ, no Estádio do Café, em jogo válido pela Copa do Brasil.

### Zenit
Em 25 de junho de 2022, foi envolvido em um empréstimo de um ano para o Zenit junto com o meia Gustavo Mantuan pela vinda do atacante Yuri Alberto para o Corinthians. Ivan foi liberado em julho para viajar para a Rússia. Foi anunciado oficialmente pelo clube russo no dia 19 de julho.
O goleiro realizou sua estreia com a camisa do Zenit no dia 31 de agosto, na vitória por 2–0 contra o Fakel Voronezh, pela Copa da Rússia.

### Vasco da Gama
Em 12 de janeiro de 2023, foi anunciado seu empréstimo ao Vasco da Gama até o fim da temporada. No contrato, o goleiro tinha "gatilhos" que causariam a obrigação de compra por parte do clube carioca.
Estreou pelo Cruzmaltino no dia 26 de janeiro, sendo titular numa vitória por 2–0 sobre a Portuguesa, em jogo válido pela 4ª rodada do Campeonato Carioca. Seu último jogo na competição foi na 6ª rodada, na goleada vascaína por 5–0 sobre o Resende. Ivan, no entanto, viu seu número de partidas diminuir após a chegada do goleiro Leo Jardim, e não voltou a atuar no time titular.
No total em 2023, o jogador atuou em apenas três jogos pelo Vasco, todos com Maurício Barbieri pelo Campeonato Carioca, onde levou dois gols. Por conta da baixa quantidade de partidas, Ivan não conseguiu fazer com que os "gatilhos" contratuais fossem acionados com o clube carioca. Mesmo sendo reserva com Ramón Díaz durante toda a temporada, o goleiro fez parte do elenco que salvou o clube do rebaixamento.

### Internacional
Em 7 de janeiro de 2024, teve a sua contratação anunciada pelo Internacional com contrato até dezembro de 2026. Ivan foi adquirido em troca de 20% restante do goleiro Carlos Miguel e mais uma compensação financeira para o Corinthians. Sua chegada ao clube gaúcho foi motivada pela chance do arqueiro ganhar a titularidade durante a Copa América, já que o goleiro titular, Sergio Rochet, é frequentemente convocado para a Seleção Uruguaia. Nesse mesmo mês, Ivan estreou pelo Colorado numa vitória por 1–0 diante do Avenida, na primeira rodada do Campeonato Gaúcho. No entanto, lesionou o joelho direito na partida e teve de passar por uma cirurgia 24 horas após o ocorrido. O clube não divulgou o tempo exato que o jogador ficaria ausente, mas houve uma especulação por parte da mídia de que ele só voltaria aos gramados após oito meses.

## Seleção Nacional

### Sub-23
Em 15 de maio de 2019, Ivan foi convocado pelo técnico André Jardine para a Seleção Brasileira Sub-23 para o Torneio de Toulon de 2019. Sagrou-se campeão do torneio, sendo titular em quatro das cinco partidas da Seleção. No dia 27 de dezembro, foi convocado para o Pré-Olímpico.

### Principal
Em 16 de agosto de 2019, Ivan foi convocado pelo técnico Tite para amistosos contra a Colômbia e o Peru. O goleiro foi novamente convocado por Tite no dia 6 de março de 2020, dessa vez para as partidas contra Bolívia e Peru, válidas pela 1ª e 2ª rodada das Eliminatórias da Copa do Mundo FIFA de 2022.

## Títulos
Ponte Preta
- Campeonato Paulista do Interior: 2018[carece de fontes?]

Zenit
- Premier League Russa: 2022–23[33]

Seleção Brasileira Sub-23
- Torneio Internacional de Toulon: 2019[carece de fontes?]